# Hernán Carrasco
Hernán Carrasco (29. března 1923 Arauco – 19. září 2023, Santa Tecla) byl chilský fotbalový trenér. Byl trenérem salvadorské reprezentace na Mistrovství světa ve fotbale 1970.

## Trenérská kariéra
Trenérskou kariéru zahájil v Chile u týmu Colo-Colo, se kterým v roce 1960 získal mistrovský titul. Dále v Chile trénoval CD O'Higgins‎ a Audax Italiano. Od roku 1965 trénoval v Salvadoru tým Alianza FC, se kterým získal dva mistrovské tituly a v roce 1967 i vítězství v Lize mistrů CONCACAF. Dále trénoval salvadorské kluby CD Águila a CD Atlético Marte, se kterým získal dvakrát mistrovský titul. V roce 1970 trénoval salvadorskou reprezentaci. V roce 1971 trénoval salvadorský tým Excélsior FC. Od roku 1975 trénoval v Chile postupně CD Antofagasta, CD Aviación a Club Universidad de Chile. Od roku 1986 opět trénoval v Salvadoru postupně CD Águila, Alianza FC, CD Luis Ángel Firpo, CD FAS, znovu CD Águila a Municipal Limeño. V roce 1990 získal s týmem Alianza FC mistrovský titul.